# Orques résidentes du Sud

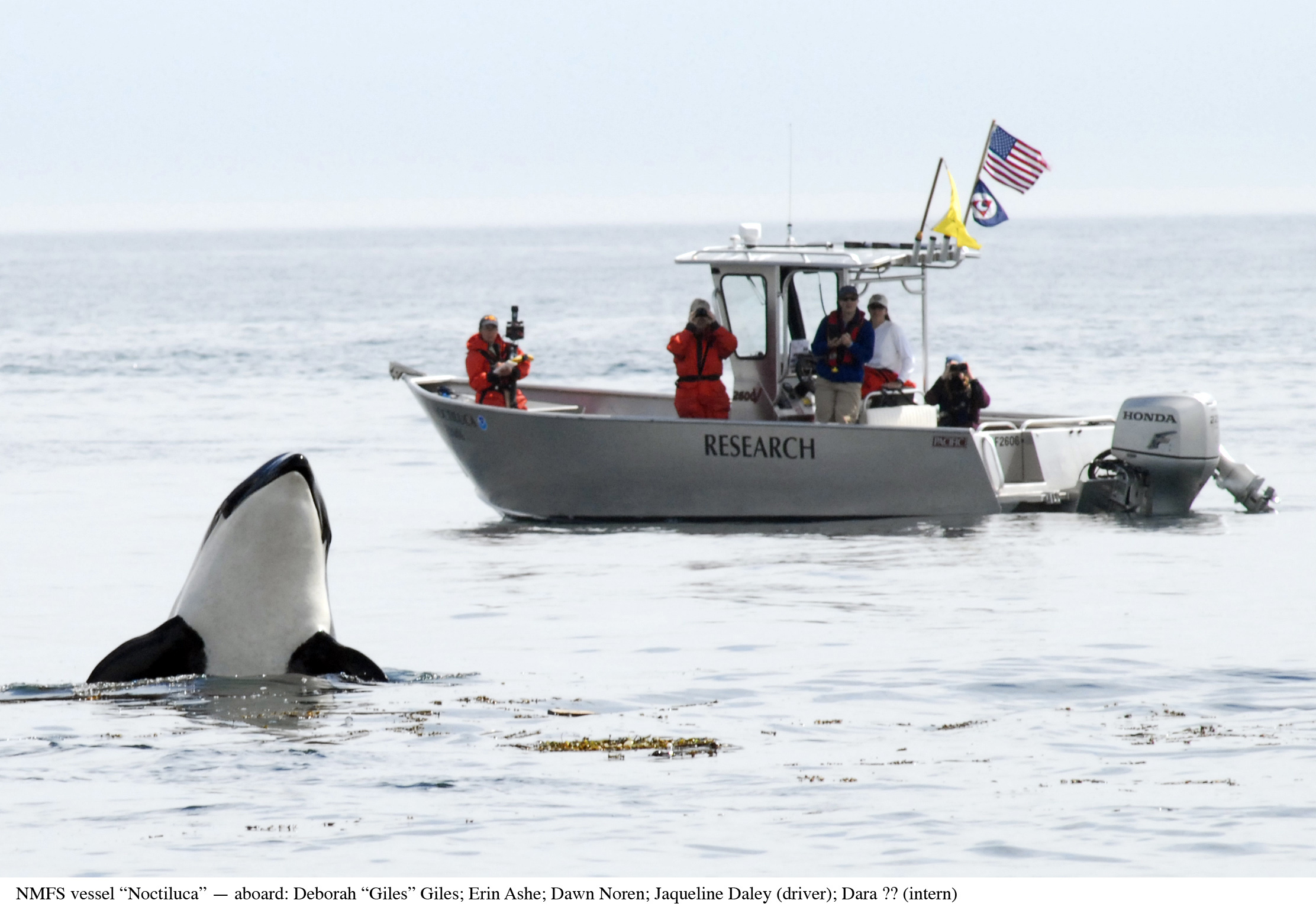
Le navire de recherche Noctiluca du Northwest Fisheries Science Center à proximité d'une orque.

Les orques résidentes du Sud (en anglais : Southern resident killer whales, SRKW) représentent la plus petite des quatre communautés résidentes d'orques dans le Nord-Ouest Pacifique. Il s'agit également de la seule population d'épaulards répertoriée comme menacée par l'United States Fish and Wildlife Service ce qui lui vaut une protection en vertu de l'Endangered Species Act en 2005.
Contrairement à d'autres communautés résidentes, les orques résidentes du Sud est un seul clan (J) qui se compose de 3 pods (J, K, L) avec plusieurs familles matrilinéaires dans chaque pods. Seulement 73 individus constituent cette population au 1er juillet 2024. 
L'orque la plus notable est probablement Granny (J2) qui est réputée comme l'orque ayant eu le record de longévité de l'espèce.